# Ashera

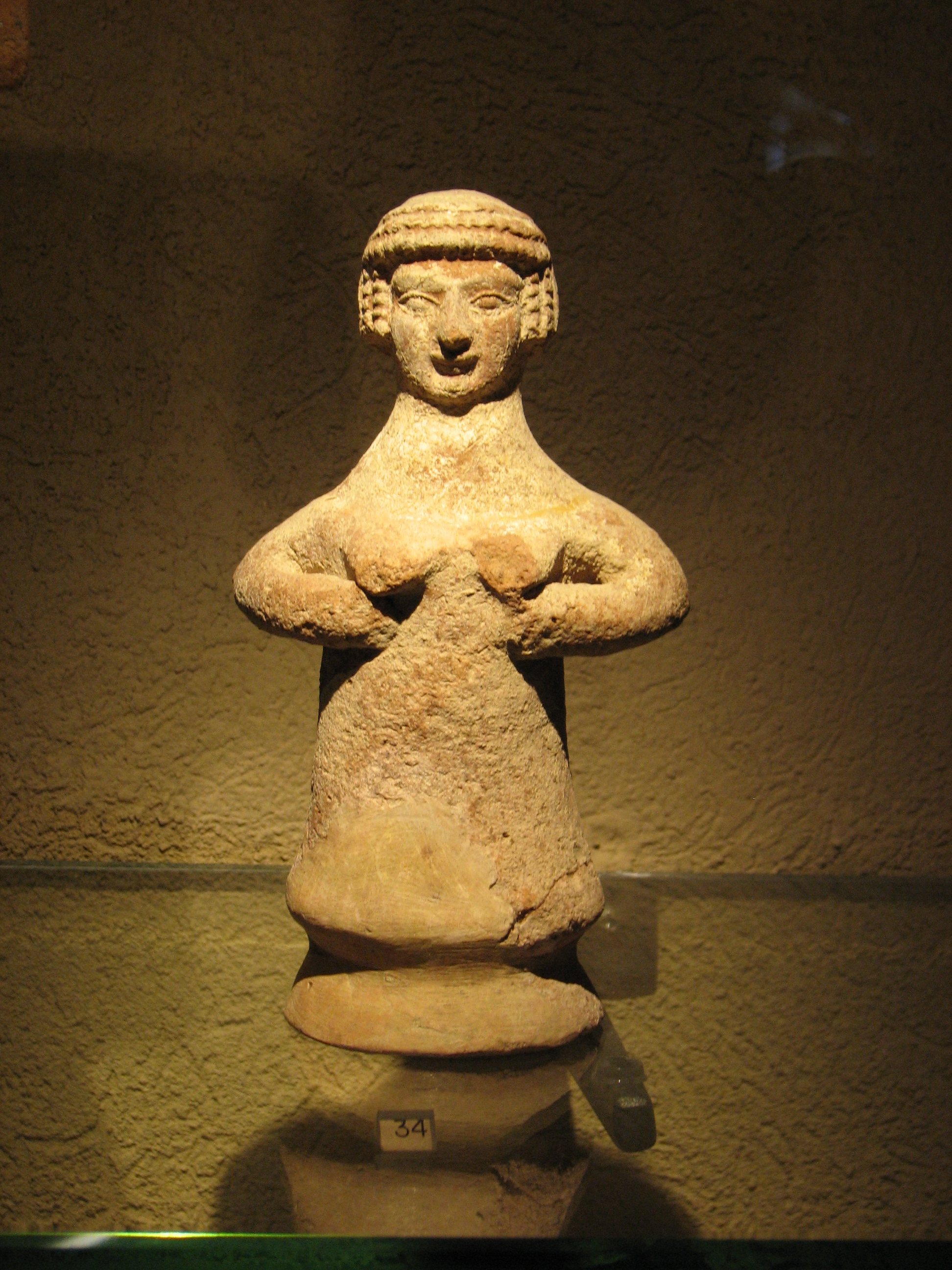
Skulptur av gudinnan Ashera. Hecht Museum, Israel.

Ashera eller Asera är den hebreiska namnformen för en fruktbarhetsgudinna som dyrkades i stora delar av det forna mellanöstern. Under namnformen Atirat förekommer hon i syriska och feniciska texter.
Hon var maka till himmels- och skaparguden El. Under kanaaneiskt inflytande tycks hon ha spelat liknande roll i israelitisk folkreligion innan kung Josias tid (2 Kung. 23:6-7). Om detta vittnar ett par hebreiska inskrifter från 700-talet f.Kr. som talar om "Jahve och hans Ashera". I Sanchuniathons beskrivning av de feniciska gudomarna betraktas Ashera som syster till El, Astarte, Baaltis, Dagon, guden Betel och en gud identifierad med den grekiske Atlas. Läkedomsguden Eshmun ansågs vara hennes älskare. 
Ashera syftar i Bibeln några gånger på gudinnan själv eller bilder av henne. Ofta betecknar Ashera en påle, ”asherapåle”, som ställdes vid altaret på kanaaneiska offerplatser tillsammans med en stenstod som var den manliga gudomens symbol och till vilka gudarnas närvaro var knutna.
Exiljudisk dyrkan av Ashera förefaller ha fortgått på den egyptiska ön Elefantine under århundraden efter den babyloniska erövringen av Jerusalem.
Grekerna identifierade henne med Rhea eller kallade henne Astronoë.